# Cantonul Duras
Cantonul Duras este un canton din arondismentul Marmande, departamentul Lot-et-Garonne, regiunea Aquitania, Franța.

## Comune
| Comune                  | Populație (1999) | Cod poștal | Cod INSEE |
| ----------------------- | ---------------- | ---------- | --------- |
| Auriac-sur-Dropt        | 208              | 47120      | 47018     |
| Baleyssagues            | 182              | 47120      | 47020     |
| Duras                   | 1.316            | 47120      | 47086     |
| Esclottes               | 156              | 47120      | 47089     |
| Loubès-Bernac           | 369              | 47120      | 47151     |
| Moustier                | 336              | 47800      | 47194     |
| Pardaillan              | 331              | 47120      | 47199     |
| Saint-Astier            | 198              | 47120      | 47229     |
| Sainte-Colombe-de-Duras | 99               | 47120      | 47236     |
| Saint-Jean-de-Duras     | 243              | 47120      | 47247     |
| Saint-Sernin            | 429              | 47120      | 47278     |
| La Sauvetat-du-Dropt    | 566              | 47800      | 47290     |
| Savignac-de-Duras       | 227              | 47120      | 47294     |
| Soumensac               | 244              | 47120      | 47303     |
| Villeneuve-de-Duras     | 317              | 47120      | 47321     |
| Total                   | 5.221            |            |           |